# Mycoplasma
Mycoplasma – rodzaj bakterii z rodziny Mycoplasmataceae. 
Nie posiadają ściany komórkowej, gdyż nie są zdolne do syntezy peptydoglikanu; są również najmniejszymi bakteriami. Kształt komórki może być zarówno kulisty lub gruszkowaty, o średnicy 0,3-0,8 mikrometra, jak i smukły i rozgałęziony, o długości dochodzącej do 150 nanometrów. Anaerobionty, żyją kolonijnie. Z powodu braku ściany komórkowej wykazują oporność na antybiotyki. 
Odkrycie rodzaju Mycoplasma miało miejsce w 1898 roku. Do rodzaju zalicza się około 124 gatunków, z czego pierwszym opisanym był Mycoplasma mycoides. Powoduje on zarazę płucną bydła. Mycoplasma pneumoniae jest czynnikiem około 30% przypadków pozaszpitalnego zapalenia płuc. Mycoplasma genitalium posiada jeden z najmniejszych genomów spośród wszystkich organizmów żywych (580 tysięcy par zasad). Bakteria ta została po raz pierwszy wyizolowana w 1980 roku z wymazów z cewki moczowej dwóch mężczyzn z objawowym zapaleniem cewki moczowej. Jest ona patogenem chorób układu moczowo-płciowego, została także powiązana z nowotworami.